# Медолюб пектораловий
Медолюб пектораловий (Cissomela pectoralis) — вид горобцеподібних птахів родини медолюбових (Meliphagidae). Ендемік Австралії. Це єдиний представник монотипового роду Пектораловий медолюб (Cissomela).

## Опис
Довжина птаха становить 11,5–13,5 см, вага 8–13 г, довжина дзьоба 14—18 мм, розмах крил 12—14 см. Голова і верхня частина тіла чорні, нижня частина тіла біла. На грудях чорний «комірець». Дзьоб довгий, вигнутий, лапи довгі. Зо дзьобом жовті смуги.

## Поширення і екологія
Пекторалові медолюби поширені на півночі Австралії, від Брума на північному заході Західної Австралії до півострова Кейп-Йорк у штаті Квінсленд. Вони живуть у сухих і вологих тропічних лісах, мангрових лісах, саванах, чагарникових заростях, на луках, пасовищах і в садах. Живляться нектаром евкаліптів, гревілей, мелалеук і баугіній, а також комахами. Зустрічаються парами і невеликими зграйками, в період активного цвітіння дерев можуть утворювати великі зграї. Ведуть кочовий спосіб життя.